# Schnabel-Rundkipplore

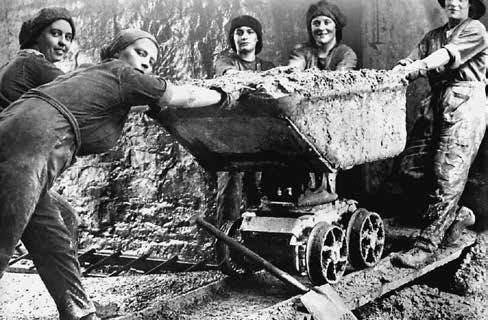
Französische Schnabel-Rundkipplore während des Ersten Weltkriegs (1914–1918)

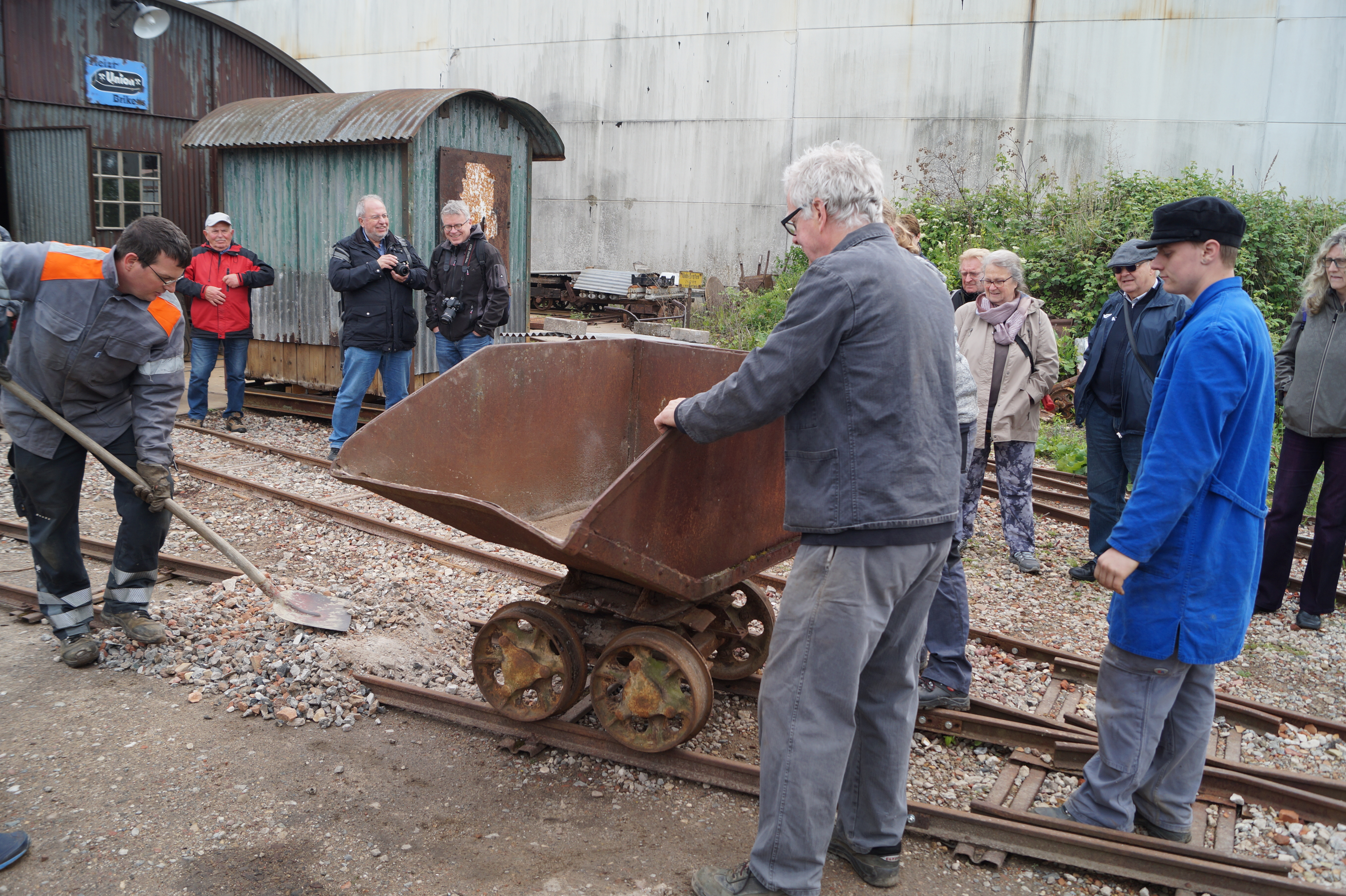
Schnabel-Rundkipplore von 1940 aus einem Kalksteinbruch in Haingründau im Frankfurter Feldbahnmuseum

Eine Schnabel-Rundkipplore (auch Schnabel-Rundkipper) ist eine Feldbahn-Kipplore, die zum Entladen in alle Richtungen gedreht werden kann.

## Verwendung
Schnabel-Rundkipploren wurden vor allem im Bergbau eingesetzt. Auf kurzen Strecken wurden sie meist von Hand von der Abbaustelle zur Umladestelle verschoben. Gelegentlich wurden sie auch in von Zugtieren oder Lokomotiven bespannte Untertagezüge eingestellt.